# Albania al Junior Eurovision Song Contest
L'Albania ha debuttato al Junior Eurovision Song Contest 2012, svoltosi ad Amsterdam, nei Paesi Bassi. La RTSH annunciò il 25 luglio 2012 che il Paese avrebbe debuttato nella competizione, partecipando all'edizione di quell'anno.
RTSH aveva già trasmesso l'evento nel 2005 e nel 2011. Il 27 settembre 2013 RTSH si ritira per motivi organizzativi e finanziari, ritornando solo nel 2015 a Sofia, in Bulgaria. Si ritira nuovamente nel 2020, per motivi legati alla pandemia di COVID-19, per poi tornare a gareggiare nell'edizione 2021.

## Partecipazioni
- Primo posto
- Secondo posto
- Terzo posto
- Ultimo posto

| Anno                                    | Artista        | Canzone                                   | Lingua                         | Posizione | Posizione |
| Anno                                    | Artista        | Canzone                                   | Lingua                         | Finale    | Punti     |
| --------------------------------------- | -------------- | ----------------------------------------- | ------------------------------ | --------- | --------- |
| 2012                                    | Igzidora Gjeta | Kam një këngë vetëm për ju                | Albanese                       | 12º       | 35        |
| Nessuna partecipazione dal 2013 al 2014 |                |                                           |                                |           |           |
| 2015                                    | Mishela Rapo   | Dambaje                                   | Albanese, inglese, immaginaria | 5º        | 93        |
| 2016                                    | Klesta Qehaja  | Besoj                                     | Albanese, inglese              | 13º       | 38        |
| 2017                                    | Ana Kodra      | Don't Touch My Tree (Mos ma prekni pemën) | Albanese, inglese              | 13º       | 67        |
| 2018                                    | Efi Gjika      | Barbie                                    | Albanese, inglese              | 17º       | 44        |
| 2019                                    | Isea Çili      | Mikja ime fëmijëri                        | Albanese                       | 17º       | 36        |
| Nessuna partecipazione nel 2020         |                |                                           |                                |           |           |
| 2021                                    | Anna Gjebrea   | Stand by You                              | Albanese, inglese              | 14º       | 84        |
| 2022                                    | Kejtlin Gjata  | Pakëz diell                               | Albanese                       | 12º       | 94        |
| 2023                                    | Viola Gjyzeli  | Bota ime                                  | Albanese                       | 8º        | 115       |
| 2024                                    | Nikol Çabeli   | Vallëzoj                                  | Albanese                       | 7º        | 126       |
| 2025                                    | Kroni Pula     | Fruta perime                              | Albanese                       |           |           |

## Storia delle votazioni
Al 2024, le votazioni dell'Albania sono state le seguenti: 
Punti dati
| Posizione | Stato              | Punti |
| --------- | ------------------ | ----- |
| 1         | Georgia            | 66    |
| 2         | Armenia            | 51    |
| 3         | Macedonia del Nord | 48    |
| 4         | Francia            | 47    |
| 5         | Italia             | 40    |

Punti ricevuti
| Posizione | Stato                      | Punti |
| --------- | -------------------------- | ----- |
| 1         | Italia                     | 41    |
| 2         | Irlanda                    | 34    |
| 3         | Armenia Macedonia del Nord | 27    |
| 5         | Malta                      | 24    |